# Извор Старо Хопово
Извор Старо Хопово се налази недалеко од манастира Старо Хопово, на Фрушкој гори.
Изнад извора је направљена капелица од камена, а за ову воду још кажу да је лековита. Ово место завређује посебну пажњу јер само 40 метара даље, мостићем преко потока Јеленац, налази се извор сумпорне воде која се не препоручује за пиће.